# Palacio del Atamán
El Palacio del Atamán (en ruso: Атаманский дворец    ) es un monumento arquitectónico ubicado en la ciudad de Novocherkassk, Óblast de Rostov, Rusia, que fue construido en 1863. Fue la residencia oficial del Atamán de Don Host Oblast y fue visitado por Alejandro II, Nicolás I y Alejandro III. También fue declarado oficialmente como un objeto del patrimonio cultural de Rusia.

## Historia

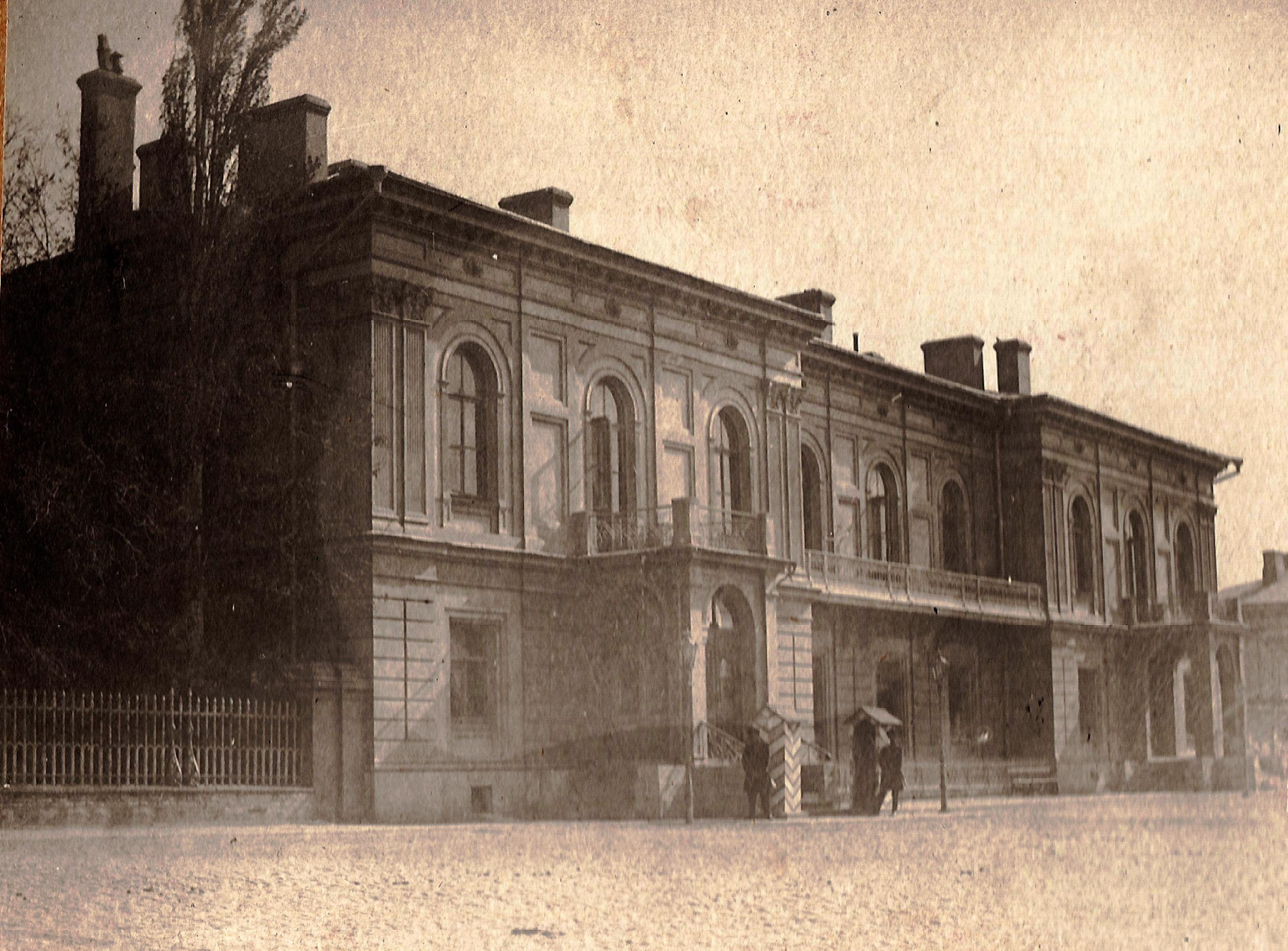
El palacio de Atamán, cerca de 1905

El Palacio de Ataman se construyó entre 1860 y 1863 sobre el proyecto del arquitecto Ivan Valprede. Pronto se decidió que el Palacio debería servir como residencia no solo del Don Atamán, sino también del Emperador ruso, si llegaba a Novocherkassk.
115 mil rublos de la capital militar fueron asignados para su construcción. El 10 de noviembre de 1861, el atamán Khomutov informó a su ministro de guerra que la casa de Atamán en la ciudad de Novocherkassk había sido construida, que estaría completamente terminada en 1862 y que era necesario proporcionarla a expensas de las tropas, ya que esta casa "debería servir como una habitación, no solo del ataman, sino tambiénde las personas más altas a su llegada". En total, según Khomutov, para 10 habitaciones se requirieron diferentes muebles a un costo aproximado de 10 mil rublos en plata. Todo el trabajo se completó en octubre de 1863, con un costo total de 135 083 rublos y 86 kopeks.
En 1867, después del fallido intento de asesinato de Alejandro II, se construyó una iglesia doméstica a San Simeón de Persia en el palacio.

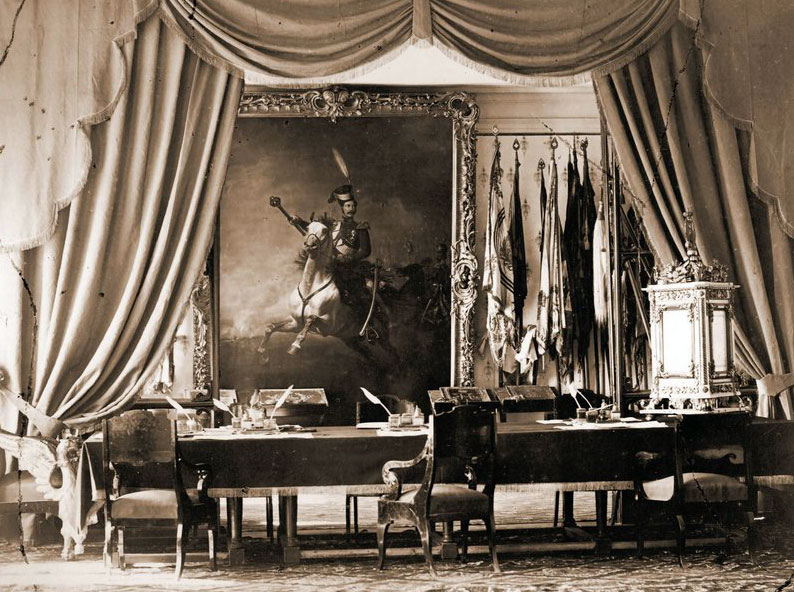
Interior del palacio de Atamán

Durante la guerra civil rusa, el Palacio de Atamán fue la sede de los líderes del Movimiento Blanco en el río Don. En 1927, albergó el Comité Ejecutivo del Distrito, una oficina de administración local. El 30 de junio de 1942, cuando Novocherkassk fue ocupada por la Wehrmacht, en el Palacio de Atamán se alojó la oficina de ocupación militar alemana. 
En 1998, el edificio fue renovado y luego fue entregado al Museo de los cosacos de Don.

## Arquitectura
La fachada del lugar está diseñada en estilo clasicista . Las pilastras gemelas en los extremos de las esquinas de la risalita, un balcón decorado con una rejilla de fundición, entradas hechas en forma de portales abiertos, todo eso le da al edificio la apariencia de un palacio. En el interior hay altos salones ceremoniales abovedados y una escalera frontal de hierro fundido hecha de molduras de figuras delgadas. Los interiores están decorados con relieves, estufas de azulejos, chimeneas de mármol, muebles tallados e incrustaciones. En una de las salas, se exhibió una galería de retratos de prominentes figuras militares.  
La planta baja de la iglesia de San Simeón albergaba espacios de oficina. El templo mismo estaba en el segundo piso. Era un salón extenso de 120 m², con una altura de techo de aproximadamente 7 metros con iluminación de doble cara: tres enormes ventanas estaban ubicadas en las fachadas norte y sur. Las paredes de la iglesia estaban cubiertas con un adorno de cruces y estrellas de cuatro y seis puntas. Sobre cada ventana había dos medallones redondos, en los que, aparentemente, se colocaban cuadros pintados en lienzo. El techo de la iglesia estaba encalado y decorado relieves de motivos vegetales.